# Crisa (isla)
Crisa o Crise (del griego Χρύση, Khrýsē, 'Dorada') era una isla pequeña en el mar Egeo situada cerca de Lemnos que desapareció en el siglo II. Fue mencionada por Sófocles y Pausanias. Según Pausanias la isla desapareció tragada por las olas.
Se decía que su nombre procedía del de su deidad local, una ninfa llamada Crisa. El arquero griego Filoctetes paró allí camino a Troya donde fue mordido por una víbora que guardaba el altar de Atenea. Lúculo capturó en ella tres hombres en una emboscada durante la tercera guerra mitridática.